# Hula Dancer
Hula Dancer, née en 1960, est un cheval de course pur-sang. Née aux États-Unis, entraînée en France, elle fut l'une des grandes championnes de son temps.

## Carrière de course
Élevée dans le Kentucky par la grande propriétaire Gertrud Widener, Hula Dancer, aussi grise que son père Native Dancer, est envoyée en France chez l'entraîneur Étienne Pollet, basé à Chantilly. Monté par celui qui sera son seul partenaire, Roger Poincelet, lle débute dans le Prix Yacowlef, une course où s'affrontent des inédits très estimés, et fait tout de suite impression, écrasant l'opposition de huit longueurs. Elle s'impose vite comme la meilleure 2 ans de sa génération et n'hésite pas à affronter les mâles avec succès : d'abord dans le Prix de la Salamandre, ensuite dans le Grand Critérium, la principale course d'arrière-saison pour les 2 ans, où elle triomphe en décrochant au passage le record des 1 600 mètres à Longchamp, en 1'36. Invaincue en 1962, elle figure en tête du classement des meilleurs chevaux de sa génération et obtient de Timeform un rating exceptionnel pour une 2 ans : 133.
Hula Dancer réapparaît l'année suivante dans la peau d'une favorite pour les classiques et, après une préparatoire victorieuse (le Prix Imprudence), son entraîneur choisit de l'envoyer en Angleterre plutôt que dans la Poule d'Essai des Pouliches. Hula Dancer y remporte brillamment les 1000 Guinées, confirmant qu'elle est bien la meilleure pouliche d'Europe. De retour en France, Hula Dancer est la grande favorite du Prix de Diane, mais pour la première fois elle échoue : attardée durant le parcours contrairement à son habitude, elle termine bien mais ne peut faire mieux que cinquième. Ce sera la seule défaite de sa carrière. À l'été, elle revient sur le mile et défait ses aînés dans le Prix Jacques Le Marois, en prélude à une autre victoire dans le Prix du Moulin de Longchamp, par six longueurs. Intouchable sur 1 600 mètres, elle retente sa chance sur une distance supérieure pour ses adieux à la piste dans les Champion Stakes. Et prouve qu'elle tient bien les 2 000 mètres, puisqu'elle s'y impose une nouvelle fois devant les mâles et les chevaux d'âge.

### Résumé de carrière
| Date        | Hippodrome       | Pays        | Course                      | Distance    | Jockey       | Place       | Écart       | Vainqueur ou deuxième |
| 1962, 2 ans | 1962, 2 ans      | 1962, 2 ans | 1962, 2 ans                 | 1962, 2 ans | 1962, 2 ans  | 1962, 2 ans | 1962, 2 ans | 1962, 2 ans           |
| ----------- | ---------------- | ----------- | --------------------------- | ----------- | ------------ | ----------- | ----------- | --------------------- |
| Août        | Deauville        | France      | Prix Yacowlef               | 1 200 m     | R. Poincelet | 1er         | 8           | Leader                |
| Septembre   | Longchamp        | France      | Prix de la Salamandre       | 1 400 m     | R. Poincelet | 1er         |             | Irish Chorus          |
| Octobre     | Longchamp        | France      | Grand Critérium             | 1 600 m     | R. Poincelet | 1er         | 4           | Quiqui                |
| 1963, 3 ans |                  |             |                             |             |              |             |             |                       |
| Avril       | Maisons-Laffitte | France      | Prix Imprudence             | 1 400 m     | R. Poincelet | 1er         |             |                       |
| Mai         | Newmarket        | Royaume-Uni | 1000 Guineas                | 1 600 m     | R. Poincelet | 1er         |             | Sprees                |
| Juin        | Chantilly        | France      | Prix de Diane               | 2 100 m     | R. Poincelet | 5e          |             | La Belle Ferronnière  |
| Août        | Deauville        | France      | Prix Jacques Le Marois      | 1 600 m     | R. Poincelet | 1er         |             | Monade                |
| Septembre   | Longchamp        | France      | Prix du Moulin de Longchamp | 1 600 m     | R. Poincelet | 1er         | 6           | Golden Girl           |
| Octobre     | Ascot            | Royaume-Uni | Champion Stakes             | 2 000 m     | J. Deforge   | 1er         |             | Linacre               |

### Au haras
En novembre 1968, Hula Dancer, qui n'a eu pour l'heure qu'un poulain par Sicambre (accidenté après ses débuts) et une pouliche par Right Royal, passe aux ventes de poulinières de Deauville, pleine de Val de Loir, l'un des meilleurs étalons français de l'époque. Le marteau tombe à 1,02 million de Francs, un record en Europe, et la jument devient la propriété de Raymond Guest, ambassadeur des États-Unis en Europe. Le poulain à naître, baptisé Honolulu II, fera lui aussi afficher un prix record : 400 000 Francs. Mais il ne verra jamais un champ de courses. Hula Dancer est emmenée aux États-Unis en 1970, mais n'aura pas d'autre descendance. 

## Origines
Hula Dancer est une fille du grand Native Dancer, dont elle a hérité de la robe grise et du jeu de jambes. Sa mère Flash On a donné aussi Hawaian Land, qui remporta deux courses en France puis fut exporté comme étalon en Argentine, où il devint un étalon important.  

### Pedigree
| Origines de Hula Dancer (USA), jument grise née en 1960 | Origines de Hula Dancer (USA), jument grise née en 1960 | Origines de Hula Dancer (USA), jument grise née en 1960 | Origines de Hula Dancer (USA), jument grise née en 1960 |
| ------------------------------------------------------- | ------------------------------------------------------- | ------------------------------------------------------- | ------------------------------------------------------- |
| Père Native Dancer 1950                                 | Polynesian 1942                                         | Unbreakable                                             | Sickle                                                  |
| Père Native Dancer 1950                                 | Polynesian 1942                                         | Unbreakable                                             | Blue Glass                                              |
| Père Native Dancer 1950                                 | Polynesian 1942                                         | Black Polly                                             | Polymelian                                              |
| Père Native Dancer 1950                                 | Polynesian 1942                                         | Black Polly                                             | Black Queen                                             |
| Père Native Dancer 1950                                 | Geisha 1943                                             | Discovery                                               | Display                                                 |
| Père Native Dancer 1950                                 | Geisha 1943                                             | Discovery                                               | Ariadne                                                 |
| Père Native Dancer 1950                                 | Geisha 1943                                             | Miyako                                                  | John P. Grier                                           |
| Père Native Dancer 1950                                 | Geisha 1943                                             | Miyako                                                  | La Chica                                                |
| Mère Flash On 1950                                      | Ambrose Light 1933                                      | Pharos                                                  | Phalaris                                                |
| Mère Flash On 1950                                      | Ambrose Light 1933                                      | Pharos                                                  | Scapa Flow                                              |
| Mère Flash On 1950                                      | Ambrose Light 1933                                      | La Roseraie                                             | Niceas                                                  |
| Mère Flash On 1950                                      | Ambrose Light 1933                                      | La Roseraie                                             | Éblouissante                                            |
| Mère Flash On 1950                                      | Generosity 1940                                         | Castel Fusano                                           | Ksar                                                    |
| Mère Flash On 1950                                      | Generosity 1940                                         | Castel Fusano                                           | Red Flame                                               |
| Mère Flash On 1950                                      | Generosity 1940                                         | Heralder                                                | Sir Gallahad                                            |
| Mère Flash On 1950                                      | Generosity 1940                                         | Heralder                                                | Hérade (famille 3-j)                                    |